# Marc Decimi
Marc Decimi (en llatí Marcus Decimius) va ser un ambaixador romà del segle ii aC.
Va ser enviat com ambaixador a Creta i a l'illa de Rodes juntament amb Tiberi Claudi Neró l'any 172 aC poc abans de l'esclat de la guerra contra Perseu de Macedònia, amb la missió d'avaluar si els cretencs i els rodis havien estat temptats pel rei macedoni i intentar renovar l'aliança amb Roma.